# Jeffrey Epstein: Filthy Rich
Jeffrey Epstein: Filthy Rich (en català "Jeffrey Epstein: Fastigosament Ric") és una minisèrie de televisió documental web nord-americana sobre el delinqüent sexual condemnat Jeffrey Epstein. La minisèrie està basada en el llibre del mateix nom de 2016 de James Patterson i coescrit per John Connolly i Tim Malloy. Filthy Rich va ser estrenada el 27 de maig de 2020. El documental en quatre parts presenta entrevistes amb diversos supervivents, entre les quals Virginia Giuffre i Maria Farmer, juntament amb antics membres del personal i ex cap de policia Michael Reiter, un individu clau del primer cas penal contra Epstein.

## Premissa
Filthy Rich narra les històries dels supervivents de Jeffrey Epstein, i com va utilitzar la seva riquesa i el seu poder per cometre aquests crims.

## Episodis
| Núm. | Títol                 | Direcció    | Data d'estrena original |
| ---- | --------------------- | ----------- | ----------------------- |
| 1    | «Hunting Grounds»     | Lisa Bryant | 27 de maig de 2020      |
| 2    | «Follow the Money»    | Lisa Bryant | 27 de maig de 2020      |
| 3    | «The Island»          | Lisa Bryant | 27 de maig de 2020      |
| 4    | «Finding Their Voice» | Lisa Bryant | 27 de maig de 2020      |

## Producció
La minisèrie es va basar en el llibre de 2016 Filthy Rich: A Powerful Billionaire, the Sex Scandal that Undid Him, and All the Justice that Money Can Buy: The Shocking True Story of Jeffrey Epstein, escrit per James Patterson i coescrit per John Connolly amb Tim Malloy. Filthy Rich va ser anunciada abans de la mort d'Epstein, i estava en producció nou mesos abans de la seva detenció. El projecte es coneixia inicialment com a projecte de Florida, tenint precaucions, ja que Epstein encara estava viu, treballant en un servidor secret. També treballaven en una habitació tancada amb càmeres i una caixa forta per contenir els materials.

## Estrena
El tràiler de la minisèrie va ser publicat el 13 de maig de 2020.

## Recepció
Quant a Rotten Tomatoes, la sèrie té una qualificació d'aprovació del 81%, basada en crítiques de 42 crítics, amb una qualificació mitjana de 6,98/10. El consens de la crítica del lloc web en digué que: "Manca una visió nova, però centrant-se en les històries dels supervivents Filthy Rich aporta llum sobre l'impacte durador dels crims d'Epstein". Quant a Metacritic, la sèrie té una puntuació mitjana ponderada de 61 sobre 100, basada en 13 crítics, cosa que indica "ressenyes generalment favorables".